# Jelnja
Jelnja (Russisch: Ельня) is een stad in de Russische oblast Smolensk. Het aantal inwoners ligt rond de 10.000. Jelnja is tevens het centrum van het gelijknamige bestuurlijke rayon. De stad ligt aan de rivier Desna, ongeveer 82 kilometer ten oostzuidoosten van Smolensk.
De naam van de stad is waarschijnlijk ontleend aan het Russische jel (zilverspar) of jelan (ontbost terrein). De eerste keer dat de plaats genoemd werd, was in een document uit 1150, toen in opdracht van de knjaz Rostislav van Smolensk belasting betaald moest worden.
Jelnja was schatplichtig aan de Gouden Horde, later onderdeel van het Grootvorstendom Litouwen en weer later van het Pools-Litouwse Gemenebest. Na 1667, aan het einde van de Russisch-Poolse Oorlog, ging Jelnja bij Rusland behoren. In 1776 kreeg Jelnja de status van stad en werd het centrum van een oejezd.
In het nabijgelegen dorp Novospasskoje werd in 1804 componist Michail Glinka geboren. In 1982 werd zijn geboortehuis gerestaureerd en vervolgens als museum opengesteld.
Bestuurlijk centrum: Smolensk 

Demidov · Desnogorsk · Dorogoboezj · Doechovsjtsjina · Gagarin · Jartsevo · Jelnja · Potsjinok · Roslavl · Roednja · Safonovo · Sytsjovka · Velizj · Vjazma